# Miroslav Štěpán
Miroslav Štěpán (5. srpna 1945 Louny – 23. března 2014 Praha) byl český a československý politik Komunistické strany Československa, vedoucí tajemník Městského výboru KSČ v Praze a poslanec České národní rady a Sněmovny lidu Federálního shromáždění. Během sametové revoluce byl jedním ze symbolů normalizačního režimu. Po roce 1989 byl generálním tajemníkem ultralevicové Strany československých komunistů.

## Život
Původním povoláním byl zemědělský inženýr. Za normalizace v letech 1974 až 1977 působil jako tajemník Městského výboru Socialistického svazu mládeže v Praze. Od roku 1977 do roku 1986 vykonával funkci předsedy prorežimní organizace s názvem Mezinárodní svaz studentstva. Od roku 1986 pracoval jako tajemník a od dubna 1988 coby vedoucí tajemník Městského výboru KSČ v Praze. Působil též jako náčelník pražských Lidových milicí.
Dne 9. dubna 1988 byl kooptován za člena Ústředního výboru Komunistické strany Československa. V období duben–říjen 1988 byl navíc členem sekretariátu ÚV KSČ a od října 1988 do listopadu 1989 členem předsednictva ÚV KSČ.
Ve volbách roku 1976 byl zvolen do České národní rady. Zasedal pak v nejvyšším zákonodárném sboru. Ve volbách roku 1981 usedl za KSČ do Sněmovny lidu (volební obvod č. 8 – Praha 6-jihozápad, hlavní město Praha). Mandát získal i ve volbách roku 1986 (obvod Praha 2-Praha 4). Ve Federálním shromáždění setrval do prosince 1989, kdy rezignoval na svůj post v rámci procesu kooptací do Federálního shromáždění po sametové revoluci.
Ve funkci vedoucího tajemníka Městského výboru KSČ v Praze se profiloval jako dynamický, reformně orientovaný politik ovlivněný sovětskou perestrojkou, zároveň byl zastáncem ostrého kurzu proti politické opozici. Jsou mu připisována rozhodnutí, která vedla k brutálnímu potlačování občanských demonstrací v roce 1988 až 1989, včetně posledního ze dne 17. listopadu 1989 na Národní třídě v Praze. Pro českou veřejnost se stal symbolem násilnického způsobu vlády KSČ před listopadem 1989. První prohlášení, které hned po svém vzniku 19. listopadu 1989 přijalo Občanské fórum, obsahovalo v jednom z bodů požadavek odchodu zkompromitovaných politiků a výslovně zmiňovalo Miroslava Štěpána.
Během sametové revoluce se ještě zpočátku pokoušel o politické manévrování. 23. listopadu 1989 navštívil továrnu ČKD v Praze a před zaměstnanci vystoupil s projevem, v němž mimo jiné prohlásil: „v žádné zemi, ani v rozvojové ani socialistické a kapitalistické neexistuje to, aby patnáctiletý děti určovaly, kdy má odejít prezident nebo kdy má přijít a kdo jím má být. A to se bohužel stalo“. Posluchači ovšem jeho projev přerušovali skandováním a výkřiky: „my nejsme děti“. Projev musel být po necelých třech minutách ukončen.
Koncem listopadu 1989 byl v důsledku politických změn donucen složit všechny své stranické funkce. Dne 7. prosince 1989 byl vyloučen z KSČ. Dne 22. prosince roku 1989 byl zatčen a posléze obviněn z trestného činu zneužití pravomoci veřejného činitele, kterého se dopustil tím, že v průběhu Palachova týdne nařídil použít proti demonstrantům vodní děla a slzný plyn. Odsouzen byl ke čtyřem letům vězení, tento trest mu byl později snížen na dva a půl roku. V říjnu 1991 byl z vězení podmínečně propuštěn na svobodu.
V roce 1993 se vrátil do české politiky tím, že založil extrémní levicové uskupení Lidová unie národní a sociální záchrany. V roce 1995 se stal generálním tajemníkem ultralevicové extrémistické Strany československých komunistů (v roce 2000 přejmenované na Komunistickou stranu Československa), která se stále hlásí k ideám marxismu, leninismu a stalinismu. V letech 1996 a 1998 neúspěšně kandidoval do senátu na Bruntálsku.
Zemřel ve věku 68 let na rakovinu v pražské Fakultní nemocnici Královské Vinohrady.

## Spisy
- 1991 Zpověď vězně sametové revoluce
- 2013 Můj život v sametu aneb Zrada přichází z Kremlu